# Ала Бидија (Лука)
Ала Бидија (итал. Alla Bidia) је насеље у Италији у округу Лука, региону Тоскана.
Према процени из 2011. у насељу је живело 13 становника. Насеље се налази на надморској висини од 52 м.